# Градище (Господинци)
Вижте пояснителната страница за други значения на Градище.
Градище е антична и средновековна крепост в Югозападна България, разположена в югоизточните склонове на Пирин, над село Господинци, (до 1934 година Циропол).
Крепостта е разположена на 2 km югоизточно от центъра на селото на острия конусовиден връх, известен като Градището или Църквището и осигурява контрол върху прохода Момина клисура. Върхът е обграден с крепостна стена от запад, юг и югоизток, а от останалите страни крепостта е естествено защитена от стръмните скали.
Строителните периода на крепостта са три – първите два от античността, третият от средновековието XIII – XIV век. Първият период се отличава с много счукана тухла в хоросана, във втория той е малко, а в третия липсва. Средновековното преустройство е най-ясно изразено в западната част, където крепостната стена е запазена до 1 m. Близо до върха има останки от кула с размери 6,20 на 5,20, която е запазена на височина 0,75 m. Крепостните стени са дебели 1,10 m, а градежът е от ломени камъни с бял хоросан с много пясък.
През лятото на 1915 година през местността и селото минава известният български археолог и по-късно политик Богдан Филов, който оставя интересни пътни бележки:
| „ | При началото на дефилето, върху един връх на левия бряг на Места, над селото Сиропол, се намира градище (кале). Имало запазени дебели зидове и едно черковище, а също и някакъв кладенец (бунар 118х130х30, диаметър 80 см). По-горе, дето р. Каменица се влива в Места, се намира Къз калеси или Момина кула. Руините (зидовете) стърчат доста високо, на един връх. Вдясно се намира кула от турско време. Според преданието старата кула била съградена от някоя еврейка. | “ |